# Mariusz Lesław Krogulski
Mariusz Lesław Krogulski (ur. 10 sierpnia 1965 w Bielsku-Białej) – doktor nauk humanistycznych w zakresie nauk o polityce, inżynier telekomunikacji, publicysta, genealog, podpułkownik rezerwy Wojska Polskiego, działacz Ruchu Narodowego.
Absolwent indywidualnych studiów w Wyższej Szkole Oficerskiej Wojsk Łączności (inżynier telekomunikacji) oraz studiów zaocznych na Wydziale Dziennikarstwa i Nauk Politycznych Uniwersytetu Warszawskiego, gdzie w 1992 uzyskał tytuł magistra, a w 2000 obronił rozprawę doktorską nt. Armia Radziecka w Polsce 1944–1956. Aspekty polityczne i społeczno-gospodarcze. Działalność publicystyczną rozpoczął w 1990. W latach 2000–2011 współpracował z Fundacją Moje Wojenne Dzieciństwo. Był redaktorem serii wydawniczej Moje wojenne dzieciństwo, ilustrującej losy dzieci polskich podczas II wojny światowej. Od 2013 realizuje własny projekt wydawniczy pt. Materiały do dziejów Tuchowa.  
Jest autorem ponad 30 publikacji książkowych i około 200 artykułów prasowych. W dorobku posiada liczne prace z zakresu historii najnowszej, w tym cztery książki nt. pobytu Armii Radzieckiej w Polsce w latach 1944–1993, z których Okupacja w imię sojuszu. Armia Radziecka w Polsce 1944–1956 (Warszawa 2000) wyróżniona została w 2000 medalem Fundacji im. Jerzego Łojka. Zajmuje się również biografistyką i genealogią, a owocem tych zainteresowań są m.in. książki – Spuścizna minionych pokoleń (Tuchów 2005), Rodowody mieszczan wojnickich (Wojnicz 2006, 2008, 2010, 2011) oraz Krogulscy. Linia tuchowska (1727–1930) (Warszawa 2020). 
Za szczególne zasługi w działalności społecznej na rzecz miasta i gminy Tuchów, w styczniu 2020 wyróżniony został statuetką honorową „Melaniusza”.  

## Działalność polityczna
Po przeniesieniu do rezerwy wojskowej (2015) podjął działalność polityczną w Ruchu Narodowym. W latach 2016–2018 pełnił obowiązki wiceprezesa warszawskich struktur tej partii. Od czerwca 2018 pełnomocnik Zarządu Głównego na województwo mazowieckie oraz członek Rady Politycznej RN. Na I Zjeździe Mazowieckim partii (15 września 2018) powierzono mu funkcję prezesa Zarządu Mazowieckiego Ruchu Narodowego, którą pełnił do września 2020. W październiku 2018 bez powodzenia startował w wyborach samorządowych do sejmiku województwa mazowieckiego w okręgu nr 1, uzyskując 1620 głosów. W wyborach do Sejmu RP w 2019 był kandydatem Konfederacji Wolność i Niepodległość w okręgu nr 19 (Warszawa) i uzyskał 1518 głosów.

## Wybrane publikacje
- Okupacja w imię sojuszu. Armia Radziecka w Polsce 1944–1956, Warszawa 2000;
- Okupacja w imię sojuszu. Armia Radziecka w Polsce 1956–1993, Warszawa 2001;
- Armia Radziecka w Polsce 1957–1993. Dokumenty i materiały, Warszawa 2002;
- Armia Radziecka w Polsce 1944–1956. Dokumenty i materiały, Warszawa 2003;
- Pół wieku (1898–1948). Pamiątki z Pokucia, Warszawa 2003;
- Spuścizna minionych pokoleń, Tuchów 2005;
- Rodowody mieszczan wojnickich, tom I–IV, Wojnicz 2006, 2008, 2010, 2011;
- Materiały do dziejów Tuchowa, tom I–VII, Tuchów 2013–2016; tom VIII–IX, Warszawa 2019;
- Krogulscy. Linia tuchowska (1727–1930), Warszawa 2020;
- Od Legionów do Armii Polskiej. Żołnierze niepodległości z ziemi tuchowskiej 1914-1921, tom I-III, Tuchów 2020-2023.

Współautor:
- Ziemie Odzyskane pod wojskową administracją radziecką po II wojnie światowej, pod red. Stanisława Łacha, Słupsk 2000;
- Mariusz Jędrzejko, Mariusz Lesław Krogulski, Marek Paszkowski, Generałowie i admirałowie III Rzeczypospolitej (1989–2002), Warszawa 2002;
- Andrzej Adamczyk, Mariusz Lesław Krogulski, F-16 na polskim niebie. Przetarg stulecia – kalendarium wyboru, Warszawa 2003;
- The great withdrawal, wyd. Ministerstwa Obrony Republiki Słowacji, Bratysława 2005;
- Justyna Krogulska, Mariusz Lesław Krogulski, Genealogia rodziny Rylów od XVIII do XXI w. Potomkowie Jana Bogumiła Ryla (1786–1851), Tuchów 2011;
- Mariusz Lesław Krogulski, Justyna Krogulska, Józef Władysław Krogulski (1815–1842). Rodzina – życie – twórczość, Tarnów 2015;
- Mariusz Lesław Krogulski, Justyna Krogulska, Genealogia rodziny Gargulskich. Potomkowie Kazimierza Gargulskiego (1786–1858), Warszawa 2016.

Opracowania redakcyjne:
- Moje wojenne dzieciństwo, t. 6–18, Warszawa 2001–2011.

## Życie prywatne
Jest wnukiem Juliana Krogulskiego pseud. „Mit” (1898–1961), przedwojennego działacza społecznego, a w czasie okupacji niemieckiej porucznika Okręgu Lwowskiego Armii Krajowej. Brat jego dziadka, Piotr Krogulski (1906–1978), jako podoficer Samodzielnej Brygady Strzelców Karpackich, a później 3 Dywizji Strzelców Karpackich, brał udział w walkach pod Tobrukiem (1941) i Monte Cassino (1944). 
Żonaty, ma czworo dzieci, synów Przemysława, Maksymiliana i Juliana oraz córkę Lenę.